# Rune Rask
Rune "Brøndby" Rask (født 12. august 1977) er en dansk musikproducer.
Rune begyndte som 10-årig at undersøge, hvad en båndoptager egentlig kunne bruges til. Sammen med barndomsvennen Andreas 'Bai-D' Bai Duelund optog han demobånd med en pladespiller, to kassettebåndoptagere, mikrofon, saks, og en rulle tape. Det foregik ved at optage starten af et beat fra en vinyl flere gange ned på bånd, klippe det sammen så det loopede, derefter kunne det så optages ned i venstre side af kassettebåndoptager nr. to, samtidigt med at vokalen blev optaget ned i højre side. Derefter kunne man så sætte sin forstærker fra 70´erne til mono, hvilket betød, at man med højre – venstre kontrollen kunne styre niveauet imellem beat og vokal.
Først senere anskaffer faderen en computer til familien, hvor Rune i en alder af 16 straks køber et lydkort, den økonomisk overskuelige digitale audio æra er netop startet.
Mulighederne var dog stadig meget begrænsede, selvom det foregik med computer og Dat-båndoptager, der uden tvivl gav bedre kvalitet. I 1996 kom Roland med deres 8 spors stand-alone harddisk recorder vs 880, hvilket var lidt af et gennembrud for upcoming producere, den kunne optage 4 spor ad gangen og gemme 64 virtuelle spor, som man så kunne kopiere og sætte ind hvor man ville. Det var i høj grad med til at kickstarte Suspekt.

## Suspekt
Rune Rask danner i 1997 sammen med Orgi-E (Emil Simonsen) og Bai-D (Andreas Duelund) Rap-gruppen Suspekt.
Suspekts debutplade Suspekt blev udsendt i 1999. Den blev vel modtaget og gjorde gruppen til et varmt navn i den danske hiphopundergrund.
Først i 2003 udgav gruppen endnu et album, det ligeledes velomtalte Ingen Slukker The Stars. Denne gang assisteret af producer og rapper Troo.L.S, som herefter figurerer som fjerde medlem. Efter en lang periode uden nye produktioner fra gruppen kom der endelig nyt i 2007. En ny single, Fuck af, kom frem, og på Roskildefestivalen offentliggjorde gruppen den 8. juli 2007 den kommende udgivelse af et tredje album, Prima Nocte. På Prima Nocte er sange som f.eks.Proletar, Amore Infelice og Klam fyr.

## Selvmord
Selvmord er en dansk rapgruppe bestående af L.O.C., Jonas Vestergaard (producer og komponist) og Suspekt, som består af medlemmerne Rune Rask, Emil Simonsen og Andreas Duelund. Gruppens hidtil største hit er sangen Råbe Under Vand.
Gruppen blev præsenteret den 26. september 2009 klokken 00.00. Deres første album ved navn Selvmord blev udgivet den 16. november 2009, men blev også solgt til releasekoncerterne holdt den 12. November i Imperial biograf. Albummet kan fås både som cd, vinyl og download.
Selvmord beskrev sig selv i et interview i Urban bragt den 12. november 2009 som mere seriøse end det de tidligere har lavet hver for sig. Det vises også i teksterne, hvor der bandes langt mindre end der blev gjort i tidligere Suspekt og L.O.C sange. De mener at Selvmords sange kan bruges som en uddybning af sange som Sut den op fra slap og Undskyld. Målet med Selvmord har også været at lave et mere akustisk album end førhen, hvorfor der også bliver spillet på akustisk guitar, og et gammelt klaver var med til releasekoncerten i Imperial, i København.

## L.O.C.
Siden år 2000 har Rune Rask med enkelte undtagelser fungeret som fast producer for L.O.C.
Med Rune Rask og Troo.L.S i ryggen gik Liam i gang med at lave sin solo-trilogi, I 2001 var det første album klar under titlen Dominologi. Albummet bragte L.O.C. i det folkelige søgelys, da hans to første hitsingler ramte radioen. Det drejede sig om numrene Absinthe og Drik din hjerne ud.
I 2003 udkom L.O.C.'s andet solo-udspil Inkarneret og det blev til fire singler fra pladen, der alle fandt deres vej til radioen, Pop Det Du Har (Jeg Er Så Nar'lig), De Bitches, Undskyld og Hvem.
Det sidste album i trilogien udkom i 2005 under titlen Cassiopeia. Første single ramte radioen, og den bar titlen Frk. Escobar. De efterfølgende singler var numrene De Sidste Tider, Du Gør Mig og Få Din Flask' På. I 2005 blev Cassiopeia genudgivet i en limited edition med bonusnumrene Få Din Flask' På remix feat. Suspekt, Mig og min paranoia samt Din eneste ene (indspilet i samarbejde med DRs symfoniorkester).
Hans fjerde plade med navnet Melankolia/XxxCouture udkom på Skt. Patricks dag (17. marts) 2008, XxxCouture, Hvorfor vil du ikk? ,Superbia (feat. Simon Kvamm) og Bare En Pige blev udsendt som singler.
Pladen er en konceptplade delt i to EP'er med hver syv numre, der hver behandler en af katolicismens 7 dødssynder.
På Melankolia-EP'en fortæller L.O.C. om, hvilken betydning dødssynderne har haft i hans eget liv, og hvordan de har påvirket og fordunklet hans handlen.
På XxxCouture-EP'en giver L.O.C. udtryk for, hvordan han mener, at de syv dødssynder i vores samfund er blevet vendt til dyder. F.eks. hvordan man bliver nødt til at være grådig, hvis man skal være en god forretningsmand.
Musikvideoerne til de tre singleudspil danner en historie med et afsluttet hele, og de er blevet forevist samlet i danske biografer ved specielle arrangementer.
D. 5 juni 2008 spillede L.O.C., som den første danske hiphopper nogensinde, på Orange Scene ved årets Roskilde Festival, en koncert, der siden er blevet kaldt "den største bedrift i dansk hiphop".
Ved uddelingen af Kronprinsparrets Kulturpris i september 2008, spillede L.O.C. en 40 minutter lang koncert i Operaen, hvor han bl.a. havde Suspekt og det danske rockband Nephew med som gæsteoptrædende.

## Tabu Records
Tabu Records er et uafhængigt dansk pladeselskab med base i København. Selskabet blev skabt i 1998 af folkene bag rapgruppen Suspekt.
Formålet med selskabet er at udgive og promovere for specielt udvalgte artister som bagmændene kan stå inde for.
De seneste skud på stammen er rockbandet Veto, The Floor Is Made Of Lava og rapperne Jeppe Rapp og Marwan.
- 1999 Suspekt – Suspekt
- 2000 Tabu Recz – Tabu Recz
- 2001 L.O.C. – Dominologi (vinyl)
- 2003 Suspekt – Ingen Slukker The Stars
- 2003 Diverse – Så Ka I Lære Det
- 2005 Troo.L.S. & Orgi-E – Forklædt Som Voksen
- 2005 Jeppe Rapp – Ikk' Bare Et Par Sko
- 2005 VETO – I will not listen – EP
- 2006 VETO – There's A Beat In All Machines
- 2007 I Know That You Know – I Know That You Know
- 2007 Marwan – P.E.R.K.E.R.
- 2007 Suspekt – Prima Nocte
- 2007 The Floor Is Made Of Lava – All Juice No Fruit
- 2009 Kasper Spez
- 2009 The Company
- 2009 Tabu Records 10års Jubilæum

## Producer Diskografi
- Suspekt – Suspekt (1999)
  - 1. Tabu Kumpaner
  - 2. Ingen Samvittighed
  - 3. Intensiv
  - 4. Vi Ved Besked Feat. Kælderposen
  - 5. Cleopatra
  - 6. Luder
  - 7. Farezonen Feat. Sidste Niveau
  - 8. Fatale konzekvenza
  - 9. Opskriften
  - 10. Suspex-files
  - 12. Stive Soldater Feat. Clemens & Kælderposen
  - 13. Energi
  - 14. Hævn
- Tabu Recz – div. Artister (2000)
  - 1. Ingen Samvittighed Pt. 2
  - 2. Slug & Smut
  - 3. Evig Tilfredsstilelse
  - 4. Sønderbronxpunx
  - 7. Sidste SU
  - 9. Vogn Niner-Fyrre Pt. 1 Million
  - 10. F.I.P. – 47.4 FM
  - 13. cOLa HaVeN
  - 16. SU Tabu
  - 18. Du Ikk Sej, Din Pik Er Ikk Lang, Vi Skyder Dig
- Clemens – Professionel Bla Bla (2001)
  - 3. Nyd Livet
- L.O.C. – Dominologi (2001)
  - 1. Vil Du Bange
  - 2. Drik Din Hjerne Ud
  - 3. 20 måder
  - 4. Klarer den som vi kan
  - 5. Dominologi
  - 6. Fra min blok til din blok
  - 7. Kvalivare
  - 8. 50/50
  - 9. Absinthe
  - 10. I kender det
  - 11. XXX-Hoes
  - 12. Ring lige
  - 13. Nede for alt part 2
  - 14. Hva ville du gøre
  - 15. Derfor banger jeg
- L.O.C Uso Troo.l.s – Skabsheffer EP (2002)
  - 1. Ned I Tempo
  - 2. Få Din Boogie På
  - 3. Er Du En Stjerne?
  - 4. Hvordan Vil Du Ha' Den?
  - 5. Skabs Heffer
- Den Gale Pose – DGPlayers Remix (2002)
- Suspekt – Ingen Slukker The Stars (2003)
  - 1. Fuck folk
  - 2. Skudtæt
  - 3. Hvem er en.. Kælling?
  - 4. Én vej
  - 5. Fat det
  - 6. Ingen slukker the stars
  - 7. Kender du typen
  - 8. Fuck’d up og Misforstået
  - 9. Fuck rap
  - 10. Har du glemt dine nosser?
  - 11. Kinky fætter
  - 12. En lang nat
  - 13. Vogn ninerfyrre pt. 3
  - 15. Sut min pik, ikk…?
  - 16. Kræs for kendere
  - 17. I ved at Iii
  - 18. Fuck alt
- L.O.C. – Inkarneret (2003) Platin
  - 1. Hvor Er De Henne?
  - 2. Pop Det Du Har (Jeg Er Så Narlig)
  - 3. Snakker Ikk Med Nogen
  - 4. Hvem
  - 5. Inkarneret
  - 6. Hva Så Homie feat. Suspekt & U$O
  - 7. Gi Den Gas
  - 8. Firser Nitter
  - 9. De Bitches
  - 10. Undskyld
  - 11. V.I.P. II feat. U$O
  - 12. Engang var Vi Små
  - 13. Hold Dig Til Din
  - 14. Horn Eller Vinger
  - 15. Fremme I Skoene
- Suspekt – Ingen Slukker The Stars DVD (2004)
- Uso – JegVilGerneDuVilGerneViskalGerne (2004)
  - 1. Jeg Støver Mig Selv Af
  - 2. Kom!
  - 3. Ikk' Å
  - 4. Krom Skinner
  - 5. Kaster Dubs II
  - 7. Freaky Og Farlig
  - 8. International Player ft. Tech N9ne
  - 9. Flyver Derned
  - 10. Er Det Forbi
  - 11. Interlude
  - 12. Du Så Dygtig, Dygtig ft. L.O.C.
  - 13. Tag Dine Ting (Igen)
  - 14. Vi Gør Dig Ikke Noge
  - 15. Vil Du Med
  - 17. Hvad Skal Jeg
  - 18. Interlude
  - 19. Har Jeg Ikke Set Dig Før
  - 21. Freak
  - 22. U-Dollar-Tegn

- Drengene Fra Angora (2004) 3 x Platin
  - 2. Blind date
  - 3. Gummi – Nej Tak
  - 6. Kun minderne tilbage
  - 9. Voksenbaby.dk
  - 16. En dørmand har sgu følelser
- L.O.C. – Cassiopeia (2005) Platin
  - 1. En Verden Udenfor
  - 2. Få Din Flask' På
  - 5. Frk. Escobar
  - 9. Gemt Væk
- Uso – ViSkalAlleGerneHaMere Mixtape (2005)
  - 1. Highroller ft. L.O.C
  - 2. Gangsta Bitch
  - 4. Du Ska Vaere Min Playa.Sir Hun
  - 5. Har Ik Sagt Et Ord ft. Troo.L.S & Bai D
  - 7. Fuck en Punchline
  - 8. Hoteller Hennessy & Ho's
  - 9. Hva Ska Jeg Gøre
  - 10. Den Sidste 50'er
- Troo.l.s & Orgi-E – Forklædt Som Voksen (2005)
  - 1. F.I.P. – Stereo
  - 2. Sim Sima
  - 3. Go' Morgen Danmark
  - 4. Forklædt Som Voksen
  - 5. F.I.P.C. (Tabu Rec'z)´
  - 6. Inden Det For Sent
  - 7. Dollar Dansen
  - 8. Standby ft. F.I.P
  - 9. Jeg Tør Ikk' Tro
  - 10. Rolig – Rolig ft. Tue Track & Jooks
  - 11. VedHvaJegMener
  - 12. Ulven Kommer ft. Alex
  - 13. Repeat
- Jeppe Rapp – Ik Bare Et Par Sko EP (2005)
  - 2. Ikk' Bare Et Par Sko
- Anden – Soevnloes (2006) Guld
  - 2. F.A.Q.
  - 11. Ti År For Sent
- Johnson – Det Passer (2006) Guld
  - 15. Borte med blæsten
- L.O.C. – Cassiopeia Limited Edition (2006) Platin
  - 1. En Verden Udenfor
  - 2. Få Din Flask' På
  - 5. Frk. Escobar
  - 9. Gemt Væk
  - 16. Få Din Flask' På Feat. Suspekt
  - 18. Mig Og Min Paranoia
- Tech N9ne – EverReady (2006)
  - 9. Caribou Lou
  - 12. Flash / Your Descent
- Akon – Konvicted (2006) 4 x Platin – Grammy Nomineret
  - 9. Gangsta Bop
- Marwan – P.E.R.K.E.R. (2007)
  - 2. Selvgjort Velgjort
  - 3. Hold Deres Øre Åben / Fjern Sporet
  - 4. Sten i Hans Hånd
  - 6. Hva' Er Du Ude På?
  - 7. P.E.R.K.E.R.
  - 8. Min Blok
  - 9. Intet Håb
  - 10. Regel 1 ft. U$O & L.O.C.
  - 11. Du Skylder
  - 12. Det' Os
  - 13. Kom Forbi
- Bang City – Say Cheese Single (2007)
- L.O.C. – Nyt Fra Vestfronten Mixtape "Highroller" "Rolig Rolig" "Tabu Kumpaner" (2007)
  - 3. Highroller
  - 4. Rolig Rolig
  - 7. Tabu Kumpaner
  - 9. Helt Ned I Tempo
- Uso – Hold Nu "Hvor Rig Er Du" (2007)
  - 8. Hvor Rig Er Du ?
- Alpha Dog – Soundtrack (2007)
  - 5. Caribou Lou – Tech N9ne
- Ali Kazim – Gadedrøm (2007)
  - 10. Kalder På Dig
- Suspekt – Prima Nocte (2007) Guld
  - 1. Numero Uno
  - 3. Proletar (Hvor Jeg Står)
  - 5. Klam Fyr
  - 6. Fuck Af ft. U$O & L.O.C.
  - 7. Midt i En Drøm
  - 8. Din Største Fan ft. L.O.C.
  - 9. Sut den op fra slap
  - 10. Nulpunktet
  - 11. Stikkeren Er Et Kamera ft. Marwan
  - 13. Amore Infelice
  - 14. Tabuisme
- The Game – Mixtape "Gansta Bop" (2007)
  - 4. Gangsta bop feat. Akon
- Bang City – Stuntin On You (2008)
- Krs – One – Adventures In Emceein (2008)
  - 16. Over 30
- L.O.C. – Melankolia / XXX Couture (2008) Platin
  - 1. Blod i Min Hud
  - 2. Tortur
  - 3. Hvorfor Vil Du Ikk'
  - 4. **** Mig Nu
  - 6. Fordi Jeg Kan
  - 7. Chris Farley Experience
  - 8. Superbia
  - 9. Så Bizart
  - 10. XXX Couture
  - 11. Sl!k
  - 12. Fellatio
  - 13. Uptivupti
  - 14. Bare En Pige
- Szhirley – Hjerter Dame (2008)
  - 1. Havfruen
  - 2. En Af De Dage
  - 3. Mærk Mig
- Jooks – Priveligeret (2009)
  - 1.Tårer På Mind Kind
- Medina feat. L.O.C. (2009)
  - 1. Kun For Dig
- The Company (2009)
  - 1. My Watch
  - 2. Tonight
  - 3. Leave
  - 4. Everyone Knows
  - 5. Air
  - 6. Dont You Love
  - 7. Sweet
  - 8. Times I Know
  - 9. Every Breath You Take
- Selvmord (2009)
  - 1. Selvmord
  - 2. Råbe Under Vand
  - 3. De Ting Vi Ikk Har Gjort
  - 4. Ensom Mig
  - 5. Lige Begyndt
  - 6. Smiler Alligevel
  - 7. Hver Gang Du Går
  - 8. Ok
  - 9. Uden Dig
  - 10. Lad Som Om
- L.O.C. – Libertiner (2011)
  - 1. Flamboyant
  - 2. Vågen
  - 3. Ung For Evigt
  - 5. Min Parafili
  - 6. Efterspil
  - 7. Libertiner (feat. Johan Olsen)
  - 8. Langt Ude
  - 10. Forspil
  - 11. Endnu Mere
  - 12. Rigtig
- Marwan – Mennesker (2011)
  - 1. Mennesker
  - 2. Historien
  - 4. Hvis Du Ser Morgen
  - 5. Fri
  - 8. Kærlighed Og Døden
  - 9. Korrupte Politi
  - 11. Myldretid
  - 12. På Vej Ned
- Suspekt – Elektra (2011)
  - 1. Brænder Byen Ned
  - 2. Elektra Requiem
  - 3. Ruller Tungt
  - 4. Klaus Pagh
  - 5. Far Gir En Is
  - 6. Helt Alene
  - 7. Elektra
  - 8. Vi Ses I Helvede
  - 9. Nyt Pas
  - 10. The Valley
  - 11. Weekend Kriger
  - 12. Parasitter
- ScHoolboy Q – Habits & Contradictions (2011)
  - 1. Sacrilegious
- Tomace – Titans & Olympians (2012)
  - 1. Ares
  - 2. Afrodite
  - 3. Dionysos
  - 4. Athene
  - 5. Hera
  - 6. Poseidon
  - 7. Artemis
  - 8. Hephaestus
- Clara Sofie – Overgiver Mig Aldrig (2012)
  - 1. Brænd Mig Helst
  - 2. Det Jeg Ved
  - 3. Husker Du
  - 4. Du Gjorde Det
  - 5. Overgiver Mig Aldrig
- Klamfyr (2012)
  - 1. Riverjern
  - 2. City2Musik (hva glor du på)
  - 3. Hold Dig Stærk
- Kendrick Lamar – good kid, m.A.A.d city; The Art Of pear pressure (2012) - Grammy nomineret
  - 1. The Art of Peer Pressure
- W (2012)
  - 1. Nordisk Guld
  - 2. Håndører
- Suspekt – V (2014)
  - 1. Jazzmælk
  - 2. Søn Af En Pistol
  - 3. S.U.S.P.E.K.T.
  - 4. Hvor Fuck Er Mit Jernrør
  - 5. Fransk
  - 6. Bollede Hende I Går
  - 7. Vogn Ninnerfyrre
  - 8. Pacific Palisades
  - 9. Svulstig
  - 10. Danmark (Feat. Jooks)
  - 11. Åndsvag (Feat. Jooks)
  - 12. Hun Er På Mig
  - 13. Problemer
  - 14. Knepper Dig Til Techno
  - 15. Tusindårsfalken
  - 16. Sovset Ind I Livet
- Rune Rask (2021)
  - 1. The Ghost With The Most
  - 2. 1999
  - 3. Egyptian Chef
  - 4. Coast II Coast
  - 5. Killer Snails
  - 6. Mancini
  - 7. Flóki
  - 8. Regnvejr
  - 9. Duggi’s Groove
  - 10. Baba
- Face Yourself (2023)
  - 1. Batman
  - 2. Back & Forth
  - 3. Bom Bidi
  - 4. Bach Da Fuck Up
  - 5. Black Hole
  - 6. Face Yourself
  - 7. Ibiza Boys
  - 8. Perpetual
  - 9. Jeddah
  - 10. Plavalaguna
  - 11. Feed Your Soul (Deluxe Edition)

## Videografi
- 1999 – Suspekt – Tabu Kumpaner
- 2003 – L.O.C. – Drik Din Hjerne Ud
- 2003 – Suspekt – Skudtæt
- 2003 – L.O.C. – Pop Det Du Har
- 2003 – L.O.C. – Undskyld
- 2004 – Suspekt – Hvem Er En Kælling
- 2004 – L.O.C. – Hvem
- 2004 – Uso – Ikkå
- 2004 – Suspekt – Drik, Knep, Lav Penge
- 2005 – L.O.C. – Frk. Escobar
- 2005 – L.O.C. Feat. Suspekt – Få Din Flaske På
- 2007 – Suspekt – Fuck Af
- 2007 – Suspekt – Proletar (Hvor Jeg Står)
- 2008 – Suspekt – Amore Infelice
- 2008 – Suspekt – Klam Fyr
- 2008 – L.O.C. – XXX Couture
- 2008 – Suspekt – Sut den op fra slap
- 2008 – L.O.C. – Hvorfor Vil Du Ikk
- 2008 – L.O.C. – Superbia
- 2009 – The Company – Times I Know
- 2009 – The Company – Tonight
- 2009 – Selvmord – Råbe Under Vand
- 2010 – Selvmord – Ok
- 2011 – L.O.C. – Ung For Evigt
- 2011 – Suspekt – Ruller Tungt
- 2011 – L.O.C. – Langt Ude
- 2011 – ScHoolboy Q – Sacrilegious (US)
- 2012 – Suspekt – Helt Alene

## Filmografi
- 2004 – V/A – Danske Videoer Dér
- 2004 – Suspekt – Ingen Slukker The Stars DVD
- 2006 – V/A – Råzone
- 2007 – V/A – Alpha Dog
- 2008 – Suspekt – Prima Nocte – Er Du Dum Eller Hvad DVD
- 2009 – Tabu Records – 10 Års Jubilæum DVD
- 2015 - Da Danmark Blev Suspekt

## Udmærkelser
- Danish Hiphop Awards
  - 2001 – Årets Danske Producer

- Dansk Hip Hop Pris
  - 2003 – Årets Danske Producer

- Danish Music Awards
  - 2009 – Årets danske producer (med Jonas Vestergaard) for L.O.C.'s Melankolia/XxxCouture
  - 2016 - Årets danske producer (med Jonas Vestergaard) for Suspekts V
  - 2017 - Årets danske producer (med Jonas Vestergaard) for Suspekts 100% Jesus
  - 2020 - Årets danske producer (med Jonas Vestergaard) for Suspekts Sindssyge ting

- Danskrap.dk Prisen
  - 2007 – Årets Danske Producer

- GAFFA-prisen
  - 2010 –  Årets Nye Navn: Selvmord

- Årets Steppeulv
  - 2007 – Årets Producer
  - 2015 - Årets Producer

## Eksterne links
- Rune Rask på Internet Movie Database (engelsk)
- Rune Rask på DR musik
- Rune Rask på Allmusic
- Rune Rask på Discogs
- Rune Rask på MusicBrainz
- Rune Rask på Last.fm
- Rune Rask på Myspace